# Деррі (переписна місцевість, Нью-Гемпшир)
Деррі (англ. Derry) — переписна місцевість (CDP) в США, в окрузі Рокінґгем штату Нью-Гемпшир. Населення — 22 879 осіб (2020).

## Географія
Деррі розташоване за координатами 42°53′34″ пн. ш. 71°16′36″ зх. д. / 42.89278° пн. ш. 71.27667° зх. д. (42.892761, -71.276763).  За даними Бюро перепису населення США в 2010 році переписна місцевість мала площу 40,07 км², з яких 39,43 км² — суходіл та 0,64 км² — водойми.

## Демографія
Згідно з переписом 2010 року, у переписній місцевості мешкало 22 015 осіб у 8806 домогосподарствах у складі 5704 родин. Густота населення становила 549 осіб/км².  Було 9339 помешкань (233/км²).
Расовий склад населення:
| - 94,2 % — білих - 1,6 % — азіатів - 1,0 % — чорних або афроамериканців - 0,3 % — корінних американців - 1,1 % — осіб інших рас |

До двох чи більше рас належало 1,8 %. Частка іспаномовних становила 3,6 % від усіх жителів.
За віковим діапазоном населення розподілялося таким чином: 23,6 % — особи молодші 18 років, 66,8 % — особи у віці 18—64 років, 9,6 % — особи у віці 65 років та старші. Медіана віку мешканця становила 37,5 року. На 100 осіб жіночої статі у переписній місцевості припадало 98,6 чоловіків;  на 100 жінок у віці від 18 років та старших — 94,2 чоловіків також старших 18 років.
Середній дохід на одне домашнє господарство  становив 71 305 доларів США (медіана — 58 302), а середній дохід на одну сім'ю — 82 787 доларів (медіана — 69 524). Медіана доходів становила 50 112 долари для чоловіків та 39 261 долар для жінок. За межею бідності перебувало 8,0 % осіб, у тому числі 13,0 % дітей у віці до 18 років та 6,2 % осіб у віці 65 років та старших.
Цивільне працевлаштоване населення становило 12 626 осіб. Основні галузі зайнятості: освіта, охорона здоров'я та соціальна допомога — 21,2 %, роздрібна торгівля — 13,9 %, виробництво — 13,8 %.